# Wisselstrook

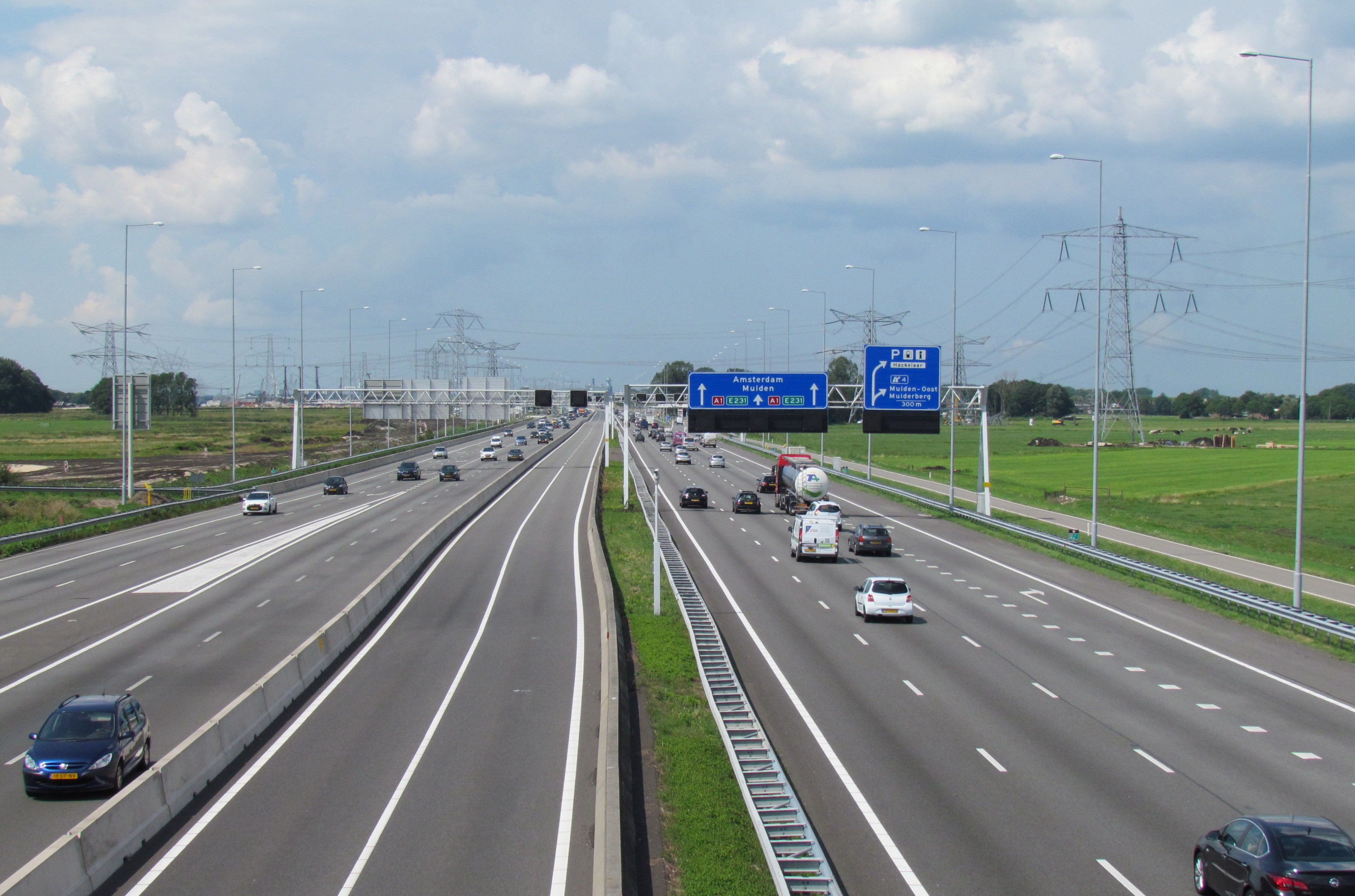
De wisselbaan op de A1 links van de middenberm

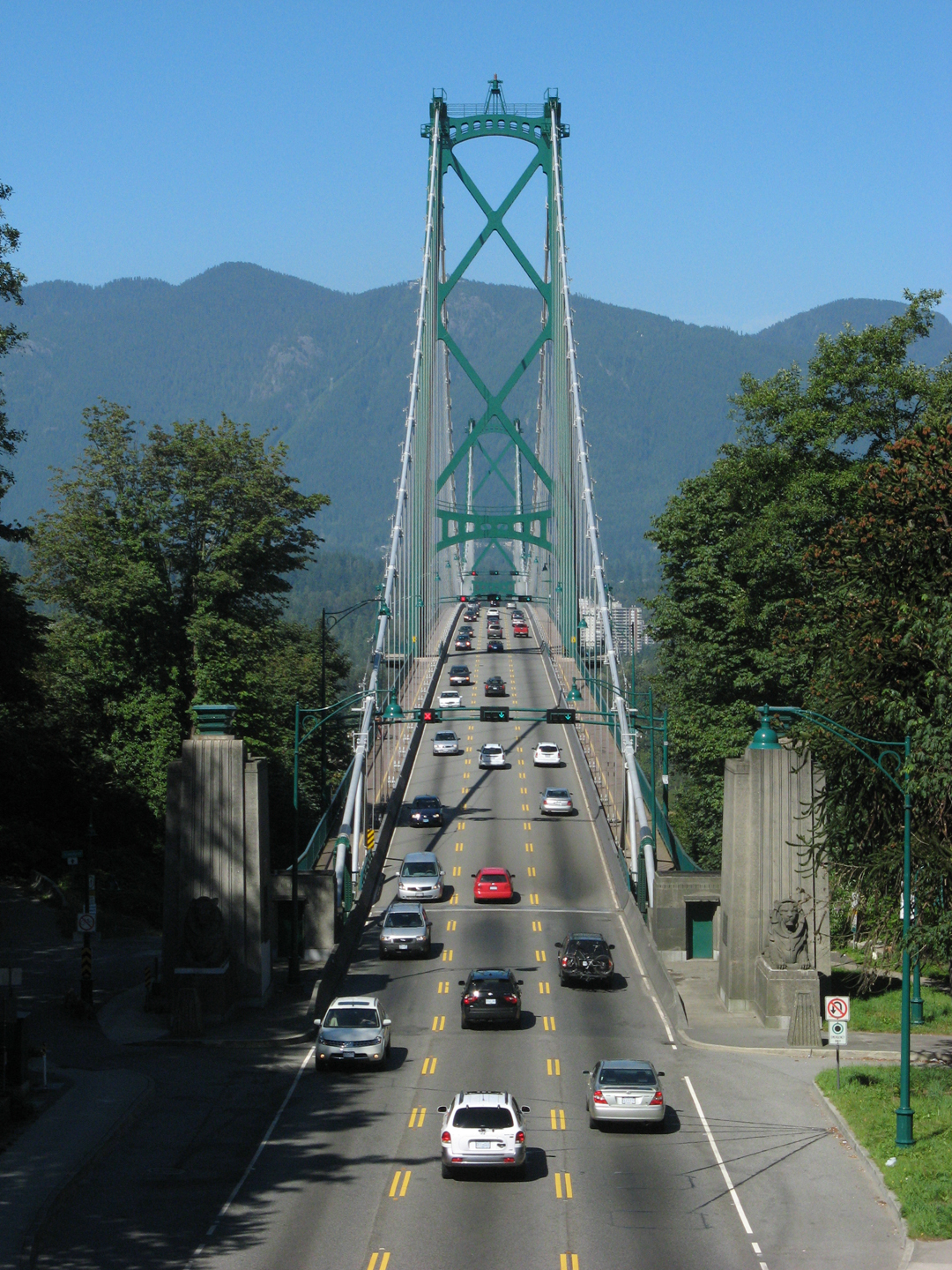
Wisselstrook op de Lions Gate, Vancouver

Een wisselstrook is een rijstrook die afhankelijk van de drukte geopend wordt voor een bepaalde rijrichting. Een wisselstrook is daarmee een economische manier om de weginfrastructuur te benutten; alleen tijdens het piekuur is vanwege het verkeersaanbod tijdelijk extra infrastructuur nodig, die afhankelijk van avond- of ochtendpiek van richting kan veranderen.  
Wanneer er meerdere wisselstroken zijn, die samen een rijbaan vormen en dus afgescheiden zijn van de hoofdrijbanen, dan wordt van een wisselbaan gesproken. 

## Locaties

### België
In Vlaanderen was er van 2004 tot juni 2022 een wisselstrook op de N211 ter hoogte van de Europabrug over het kanaal Brussel-Schelde te Vilvoorde. Tijdens de ochtendspits was er een tweede rijstrook stadinwaarts, tijdens de avondspits een tweede rijstrook staduitwaarts. De vierde rijstrook was in gebruik als busbaan. In 2022 werd de wisselstrook opgeheven voor werken om een busbaan in beide richtingen aan te leggen.

### Duitsland
In Duitsland is de middelste rijstrook van de Europa-Park-Straße naar en van het attractiepark Europa-Park een wisselstrook.

### Nederland
In Nederland bestond een wisselbaan in het midden van de A1 tussen knooppunt Diemen en knooppunt Muiderberg. In de ochtendspits was de wisselbaan opengesteld in de richting Amsterdam, en in de avondspits in de richting Hilversum. Deze wisselbaan bestond uit twee rijstroken inclusief bijbehorende redresseerstroken. Tijdens de reconstructie van de autosnelwegen A1, A6 en A9 werd er een wisselbaan aangelegd tussen knooppunt Holendrecht (A9) en de aansluiting Almere (A6). Deze loopt o.a. via de Gaasperdammertunnel, de Betlembrug, Aquaduct Vechtzicht en de verbrede Hollandse Brug. De nieuwe wisselbaan zal in zijn geheel rond 2026 in gebruik zijn, al is de vernieuwde wisselbaan tussen knooppunten Diemen en Almere en de verlenging naar knooppunt Gooimeer geopend in december 2016.
Ook op de Algerabrug tussen Capelle aan den IJssel en Krimpen aan den IJssel is een wisselbaan aanwezig. Hiervoor is een voormalig fietspad aan de noordzijde van de weg aangepast. In de ochtendspits is de rijrichting naar Rotterdam, in de avondspits vanuit Rotterdam.
In de Tweede Coentunnel onder het Noordzeekanaal ligt een wisselbaan bestaande uit twee rijstroken. Deze wisselbaan wordt 's ochtends gebruikt worden voor verkeer richting Amsterdam en 's avonds voor verkeer richting Zaanstad.
| Wegnummer(s)/straatnaam | Traject                                                                         | Aantal rijkstroken | Lengte | Kunstwerk(en)                                                     | Opmerkingen                                                                 |
| ----------------------- | ------------------------------------------------------------------------------- | ------------------ | ------ | ----------------------------------------------------------------- | --------------------------------------------------------------------------- |
| A1, A6 en A9            | Knooppunt Holendrecht (A9)/knooppunt Diemen (A1) - knooppunt Gooimeer (A6)      | 2 (deels 1)        | 8 km   | Gaasperdammertunnel Betlembrug Aquaduct Vechtzicht Hollandse Brug | Het traject tussen knooppunten Diemen en Holendrecht wordt geopend in 2026. |
| A4                      | Aansluiting Vlaardingen-Oost (16) - knooppunt Benelux                           | 1                  | 2 km   | Beneluxtunnel                                                     | Nooit geopend                                                               |
| A8 en A10               | Aansluiting Zaanstad-Zuid (1) (A8) - aansluiting Amsterdam-Sloterdijk (2) (A10) | 2                  | 5 km   | Tweede Coentunnel                                                 |                                                                             |
| N210                    | Ketensedijk - Nieuwe Tiendweg                                                   | 1                  | 1 km   | Algerabrug                                                        |                                                                             |
| N233                    | Rhenen - Kesteren                                                               | 1                  | 1 km   | Rijnbrug                                                          | Gepland                                                                     |
| s102 (Groene Kruisweg)  | Schenkelweg - Aveling                                                           | 1                  | 1 km   | Spijkenisserbrug                                                  |                                                                             |
| Europalaan Kaatsheuvel  | Horst - Efteling                                                                | 4                  | 1 km   |                                                                   |                                                                             |

rijstrook · vluchtstrook · spitsstrook · invoegstrook · uitvoegstrook · weefstrook · bufferstrook · plusstrook · wisselstrook · redresseerstrook · voorsorteerstrook · klimstrook

Doelgroepstroken: busstrook · carpoolstrook · vrachtwagenstrook · fietsstrook · passeerstrook